# Лесохимик (клуб по хоккею с мячом)
«Лесохи́мик» — российский клуб по хоккею с мячом из Усть-Илимска Иркутской области.

## История
Команда по хоккею с мячом в городе Усть-Илимске была создана в 1976 году В. Г. Куровым при Управлении строительства Усть-Илимского лесопромышленного комплекса под названием «Строитель». Неоднократный чемпион Иркутской области, обладатель Кубка СОВПРОФа, кубка Иркутского областного совета ДСО «Труд», двукратный обладатель кубка Сибири и Дальнего Востока, финалист Кубка ВЦСПС, победитель первенства РСФСР среди команд второй лиги (1980). С 1986 года команда включена в состав первой лиги под новым названием — «Лесохимик». С этого же года команда стала относиться к Усть-Илимскому лесопромышленному комплексу. В разные годы команду тренировали В. Г. Куров (до 1986 года), А. П. Мартынюк, В. Н. Худорба, С. З. Шамсутдинов, А. А. Алешков, Б. Ф. Баринов и Ю. В. Эдуардов, Ю. В. Почкунов и С. И. Швецов, Бочкарёв А. А. Домашние матчи проводит на стадионе «Юбилейный».
В команде начинали играть Игорь Осипов и Руслан Шувалов, ставшие затем известными в составах других команд. Рекордсмен клуба по результативности за сезон — Сергей Таранов (44 мяча, 2007).
В среднем 50 % всех хоккеистов, защищающих бело-зеленые цвета клуба, набирают «на месте» — из воспитанников ДЮСШ «Лесохимик» города Усть-Илимска.
В 2003 году «Лесохимик» выиграл финальный турнир первенства России среди команд первой лиги и вышел в высшую лигу. Лучшее достижение в чемпионатах России — 12-е место (2008).
Накануне старта Чемпионата России 2008/09 в высшей лиге команда мастеров снялась с соревнований после отказа спонсора в финансировании. С сезона 2009/2010 выступает в первой лиге.